# Tecla Control

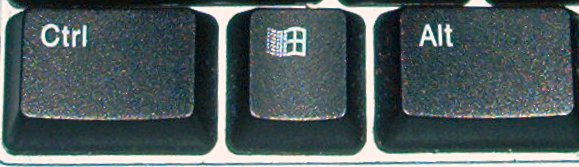
A tecla Control (marcados com "Ctrl") em um teclado do Windows

Em computação, a tecla Control (abreviado "Ctrl"; em português: "controle") é uma tecla modificadora, semelhante a tecla Shift, que quando pressionada em conjunto com uma outra(s) tecla(s), realiza uma operação especial no sistema computacional (por exemplo: Ctrl+Alt+Del), localizada nos dois cantos inferiores da maioria dos teclados. Geralmente representado como Ctrl ou Ctl, às vezes como Control, ou até uma "seta para cima” (U+2303, ⌃), semelhante ao acento circunflexo (^). Como a tecla Shift, a tecla Control raramente tem função quando usada isoladamente.

## Funções
O control trabalha normalmente com uma combinação de teclas pressionadas juntas:
CTRL + 1: comando que acessa a primeira aba aberta dos navegadores Google Chrome, Mozzilla Firefox e Internet Explorer;
CTRL + C: comando que copia textos, frases, palavras, números, imagens, músicas, arquivos etc. Para usar, basta selecionar a parte do texto, ou a imagem, ou o arquivo que você deseja copiar e pressionar essa combinação;
CTRL + V: comando muito utilizada depois do comando CTRL + V, usado em uma expressão popular "CTRL + C CTRL + V". Enquanto a combinação com a tecla "C" copia, a combinação com a tecla "V" cola;
CTRL + Z: comando que retornar ao passo anterior, como se fosse uma tecla de recuperar, ele desfaz a última ação. Essa função é utilizada na edição de textos e em programas de edição de imagem;
CTRL + T: comando que abre uma nova aba nos navegadores Google Chrome, Mozzilla Firefiox ou Interner Explorer. Este atalho útil quando se está em uma aba e precisa rapidamente migrar para outra para pesquisar algo, por exemplo;
CTRL + ESC: comando que exibe o menu Iniciar do sistema operacional. Este atalho é úiil para buscar programas e recursos do Windows de forma rápida. O que agiliza muito na hora de realizar algum trabalho, por exemplo;
CTRL + TAB: comando que circula rapidamente entre as janelas dos navegadores. Ao pressionar repetidas vezes, as janelas abertas são alternadas na tela. É recurso útil para quem usa muito internet;
CTRL + ALT + TAB: comando que abre uma janela que mostra tudo o que está aberto atualmente no computador. Assim é possível alternar as janelas sem precisar usar o mouse, isso garante mais agilidade e rapidez durante as tarefas;
CTRL + SHIFT + N: comando que abre uma janela no modo privado no navegador Google Chrome. Para os navegadores Mozzilla Firefiox ou Interner Explorer, o comando equivalente é o CTRL + SHIFT + P. Este recurso permite usar a Internet sem acumular cache (área de memória onde é mantida uma cópia temporária dos dados exibidos nos websites) ou histórico dos sites acessados;
CTRL + ALT + DEL: comando que permite acessar a Central de Segurança do Windows e realizar algumas funções, como desligar e reiniciar o computador, acessar o Gerenciador de Tarefas e ainda fazer logoff. Esta é um dos atalhos mais conhecidos e importante, pode ser quanto o computador trava, por exemplo.
  

.